# Joaquim Masmitjà i de Puig
Joaquim Masmitjà i de Puig (Olot, 29 de diciembre de 1808 - Gerona , 26 de agosto de 1886) fue un sacerdote español que fundó la congregación de Misioneras Corazón de María. Ha sido proclamado venerable siervo de Dios por la Iglesia católica en 2020.

## Biografía
Joaquim nació en Olot en 1808, hijo de Francisco Masmitjà  Santaló, abogado, y María Gracia de Puig i Quintana. Cursó estudios de latín y retórica en la escuela de humanidades de Olot y los 15 años comenzó sus estudios eclesiásticos en el Seminario Tridentino de Gerona. De 1824 a 1825 estudió en la Universidad de Cervera, donde se licenció en Derecho Civil y Eclesiástico y terminó su preparación sacerdotal.

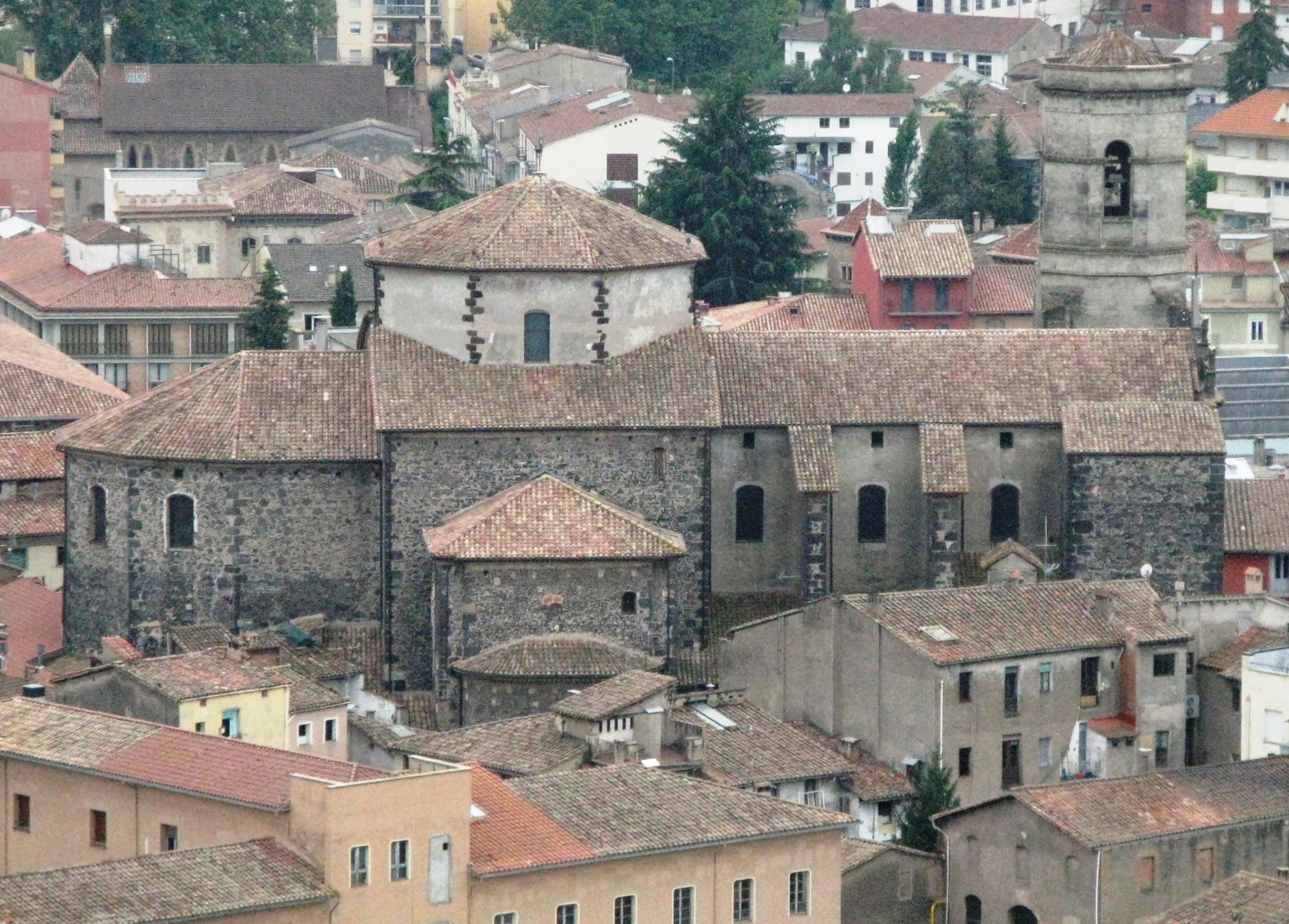
San Esteban de Olot, parroquia de J. Masmitjà

Ordenado sacerdote el 22 de febrero de 1834 en Gerona, fue destinado a La Bisbal del Ampurdán y luego fue trasladado a la parroquia de San Esteban de Olot, donde fue nombrado regente de la Sacristía. Renunció a una cátedra universitaria en Barcelona para continuar su ministerio sacerdotal. Evangelizador de la devoción mariana, consiguió fundar de la Archicofradía del Corazón de María. Pidió a Antonio María Claret que fuera a predicar en Olot, lo que hizo entre los meses de agosto y septiembre de 1844, lo que más tarde generó una fuerte amistad entre los dos sacerdotes.
Desplegó una gran actividad docente; preocupado por el abandono de la fe cristiana que veía en la gente y por las pésimas condiciones de vida de muchas chicas de Olot (vivían pobremente, no iban a la escuela y desde pequeñas debían trabajar en las fábricas textiles), pensó fundar una congregación religiosa que se dedicara a la educación de estas niñas y chicas. La educación femenina era fundamental, tanto la formación humana, intelectual y cristiana, ya que la mujer tenía que ser después la educadora de las generaciones jóvenes e influiría directamente en todos los ámbitos de la sociedad. Así, en julio de 1848 fundó la congregación de las Hijas del Santísimo e Inmaculado Corazón de María, que luego tomaría el nombre de Misioneras Corazón de María.
Fue nombrado en dos ocasiones vicario general del obispo de Gerona y propuesto varias veces para ocupar el cargo de obispo, que rehusó. Sin embargo, nunca abandonó la atención a las religiosas de la congregación y, en vida suya, creció y se extendió a las diócesis de Gerona, Barcelona, Tarragona y Lérida. También se abrieron tres casas en California en 1871 .
Fue rector de Olot y durante veintitrés años fue canónigo penitenciario de la Catedral de Gerona. Fue también redactor de El parecer de la diócesis de Gerona, a través del cual insistió en la necesidad de declarar dogma de fe al misterio de la Concepción Inmaculada de María. Fue también director espiritual de Lliberada Ferrarons,una mujer olotense, trabajadora textil, que tuvo visiones y experiencias místicas durante una larga enfermedad que la tuvo trece años en la cama.

## Muerte
El 21 de junio de 1886 tuvo un desfallecimiento y cayó en una escalera de la casa de Gerona, que hoy es sede general de la congregación de las Misioneras del Corazón de María. Como consecuencia del golpe se le formó un flemón y una gangrena, sobrevivió dos meses y finalmente murió el 26 de agosto de 1886.
Sus restos mortales en 1969 fueron trasladados de Gerona a Olot. El 22 de junio de 1885 se dio comienzo al proceso diocesano de canonización, en 1989 se entregó en Roma. Sus restos mortales reposan en una capilla lateral de la iglesia de la casa madre de la congregación que fundó, en Olot.